# 鶴岡工業高等専門学校
鶴岡工業高等専門学校（つるおかこうぎょうこうとうせんもんがっこう、英称:National Institute of Technology, Tsuruoka College）は、山形県鶴岡市に所在する国立高等専門学校。略称は鶴岡高専、鶴高専、鶴専。

## 概要
1963年4月に国立高専の一つとして設立され、法改正により2004年4月からは、独立行政法人化した国立高等専門学校機構の高専である。5年制の本科および2年制の専攻科がある。各学年約160名と専攻科約30名で構成されており、全校で800名程度が在学している。
「自学自習 理魂工才」（自ら学び自ら思考しながら、目先のことだけにとらわれず、その基本となる原理を深く考え、実践を通して工学のセンスを身につけるという意）の精神に基づき、学業、部活動、寮生会・学生会などの活動も盛んである。また、寮祭や高専祭、校内体育大会など様々な年中行事が開催される。全寮制ではなく入寮は希望者のみとなっている（後述）。
毎年7月に行われる科学の祭典や科学フェスタ（7月）、中学生1日体験入学（7月末）など、地域との繋がりが強い。
一般入試の学力試験は、全国高専と共通の問題で4科目（理科、英語、数学、国語）で社会科の試験はない。入試には、他に本科の推薦入試、編入学の推薦および一般入試、専攻科の推薦および一般入試と社会人特別選抜が行われる。

### 基本教育目標
高い実践的創造力、強い社会適応能力、豊かな人間性をも兼ね備えた科学技術者・研究者を養成するのが目標である。そのため、科学・工学・技術の基礎から応用、実用英語、文化・教養、保健・体育など、幅広く学ぶ環境を提供している。また、課外活動を重視し、学寮においても人間教育にも力を入れている。
「就職もよし、進学もよし」が合言葉である。
1. 豊かな人間性と広い視野を持ち、社会人としての倫理を身につける
2. あらゆる学習を通じて思考力を鍛え、創造力に富んだ技術者になる
3. 専門分野の基礎を良く理解し、実際の問題に応用できる能力を培う
4. 意思伝達及び相互理解のため、十分なコミュニケーション力を養う

## 沿革
- 1963年4月1日：国立高専2期校として元鶴岡市立第二中学校仮校舎で開校（機械工学科2学級・電気工学科1学級）。
- 1964年3月30日：本校舎及び学寮が竣工。5月8日に現在地へ移転
- 1967年4月1日：工業化学科を設置。
- 1968年3月25日：2号館（工業化学校舎）竣工。
- 1972年3月27日：図書館竣工。
- 1977年4月4日：工業高等学校からの第1回編入学式。
- 1980年3月29日：福利厚生施設竣工。
- 1988年11月4日：中華人民共和国の鄭州紡織工学院と学術交流協定を締結。
- 1990年4月1日 機械工学科を機械工学科・制御情報工学科に改組。
- 1991年7月1日：高専専門学校の設置基準の改正により、本科卒業生に準学士の授与が始まる。
- 1992年4月1日：コシノジュンコデザインの制服を新入生が着用（2003年から新制服に改定）。
- 1993年
  - 3月25日：5号館竣工。
  - 4月1日：工業化学科を物質工学科に改組。
- 1994年
  - 8月6日-7日：第29回全国高等専門学校体育大会開催。
  - 8月29日：6号館竣工。
- 2000年12月28日：地域共同テクノセンター棟竣工。
- 2003年4月1日：専攻科（機械電気システム工学専攻、物質工学専攻）を設置。
- 2004年4月1日：独立行政法人国立高等専門学校機構法により、独立行政法人国立高等専門学校機構鶴岡工業高等専門学校となる。
- 2005年
  - 3月18日：7号館竣工。
  - 4月1日 電気工学科を電気電子工学科に改称。

## 学科

### 本科（準学士過程）
- 創造工学科（一年次）
- 創造工学科　機械コース（二年次）
- 創造工学科　電気・電子コース（二年次）
- 創造工学科　情報コース（二年次）
- 創造工学科　生物・化学コース（二年次）

### 専攻科（学士課程）
- 機械電気システム工学専攻（Depertment of Mechanical and Electronical Engineering）
- 物質工学専攻（Depertment of Chemial and Biological Engineering）

## 施設

### 教室、実習施設
| - 1号館 - 2号館 - 3号館 | - 4号館 - 5号館 - 6号館 | - 7号館 | - 機械工場 - 陶芸室 |

体育施設
| - 陸上競技場 - 体育館 - 武道場 | - 野球場 - 弓道場 - 水泳プール | - テニスコート（2面、オムニ） - 第二体育館 | - テニスコート（2面、クレー） - ハンドボールコート - 馬場 |

### 学寮
学寮は、鶴鳴寮と呼ばれる。また、寮生の自治会である寮生会を組織し、各種行事の立案・運営などを行っている。全校生徒の約半数以上が寮生である。以前は、全寮制（1~3年次）のこともあったが、現在は希望者のみである。近隣市内以外の在住者は、ほとんどが寮に入っている。入寮している一年生は全員朝にラジオ体操することが義務付けられている。
- 寄宿舎（洗面所・洗濯室、自習室・娯楽室・補食室等が各棟にある）
- 中央管理棟（学寮食堂、浴室、ラウンジ等がある）

### 福利厚生施設
- 食堂
- 保健管理センター
- 課外活動室

### 図書館
- 図書館（HP）

### 情報教育施設
- 総合情報センター

### 地域連携施設
- 地域共同テクノセンター

### その他
- 生活廃水処理施設、実験廃水処理施設

## 部活動
課外活動では、運動部・文化部のほか各コンテストにも参加している。NHK高専ロボコンでは、全国大会への出場も多く、1992-1994年には3年連続でアイデア倒れ賞を獲得している。プロコンにも参加し、競技部門で1999年に敢闘賞、2000年に3位、2002・2003年に特別賞を取ったこともある。ソーラーカーラリーにも参加し、2006年は全日本学生ソーラー&FCカーチャンピオンシップのハーフで燃料電池ハイブリッド部門に参加して2位となった。
運動部
| - 陸上競技部 - バスケットボール部 - バレーボール部 - ソフトテニス部 - 卓球部 - 柔道部 | - 剣道部 - 野球部 - サッカー部 - 水泳部 - バドミントン部 - テニス部 | - ハンドボール部 - ラグビーフットボール部 - 山岳部 - 弓道部 - 女子バレーボール部 - 女子バドミントン部 |

文化部
| - 音楽部 - 美術部 | - 英語部 - 化学部 | - 天文部 - 吹奏楽部 | - 写真部 |

＊ロボット技術研究部
愛好会
| - 電子計算機総合技術研究会 | - 茶道愛好会 |  |

## 著名な出身者
- 三浦賢治（システナ代表取締役社長）
- 伊藤卓朗（生命科学者）

## 交通アクセス

### 路線バス
- 庄内交通
鶴岡駅より湯田川温泉（越沢ゆき）方面で約20分、国立高専前下車。

### 自動車
- 山形自動車道鶴岡ICから約10分。
- 鶴岡駅から約15分。
- 庄内空港から約30分。
- 国道345号沿いに立地している。市内からは、湯田川温泉方面へ向かい約15分。付近の沿道に鶴岡高専の方向を示す看板が電柱にあるが、目立たないので注意が必要。国道112号から国道345号（バイパス）を経由して到達することもできる。

## 外部機関による認証
- 日本技術者教育認定機構（JABEE、2006年5月8日より工学（融合複合・新領域）で認定。プログラム名は「生産システム工学」）
- 大学評価・学位授与機構（認証評価機関による評価、2008年3月27日に認定）

## 産学連携
産学連携を推進するために、以下の各金融機関と協定を締結している。主に鶴岡高専の研究成果や技術力と庄内地域の企業の要望とをマッチングさせるのが目的である。
- 荘内銀行（2006年12月2日）
- 山形銀行（2006年12月20日）
- 商工組合中央金庫山形支店・酒田支店（2007年1月30日）
- 日本政策金融公庫酒田支店（2008年9月26日）
- 鶴岡信用金庫（2008年12月10日）

野村総合研究所とは人材育成や地域貢献で協力しており、2019年に基本合意書を、2023年に協定を締結した。

## 対外関係

### 他大学との協定

#### 国内大学
- 放送大学学園と単位互換協定を結んでおり、放送大学で取得した単位を卒業に要する単位として認定することができる[2]。
- 大学コンソーシアムやまがた（山形県内の教育機関の大学等と単位互換が可能）